# هرینی
هرینی (به لاتین: Hryni) یک منطقهٔ مسکونی در بلاروس است. هرینی ۴۵ نفر جمعیت دارد.